# GOLDEN☆BEST 麻丘めぐみ
『GOLDEN☆BEST 麻丘めぐみ』（ゴールデンベスト あさおかめぐみ）は、麻丘めぐみのベスト・アルバム。2009年1月21日発売。発売元はビクターエンタテインメント。規格品番はVICL-63214/5。

## 解説
さまざまなレコード会社の共同企画で発売されている“ゴールデン☆ベスト”シリーズの中の1枚。
1972年から1977年までに発売された、全19枚のシングルレコードA・B面曲を完全収録した2枚組。2003年11月21日に発売された4枚組CD-BOX『麻丘めぐみBOX 72-77』（VICL-61241/4）のディスク1、ディスク2や『ゴールデン☆アイドル 麻丘めぐみ』（VICL-70119/20）と同等の内容になっている。
歌詞ブックレットには、麻丘自身からの最新コメントが掲載された。ほか、透明なCDトレイ下にはシングル・ジャケット写真の一覧付。
新品のCDパッケージを包む透明セロファンには、姫カットをした少女のマスコット絵に「MEGUMI 50th」と記載されたシールが貼られていることがある。これは、子役時代を含めた麻丘の芸能生活が50年を迎えたことを祝したもの。同年3月には、記念CD-BOX『Premium BOX 〜オリジナル・アルバム・コレクション〜』も発売された。

## 収録曲

### Disc.1
1. 芽ばえ（3分22秒）
  - 作詞: 千家和也、作曲: 筒美京平、編曲: 高田弘
2. 素晴らしき16才（2分33秒）
  - 作詞: 千家和也、作曲: 筒美京平、編曲: 高田弘
3. 悲しみよこんにちは（3分42秒）
  - 作詞: 千家和也、作曲: 筒美京平、編曲: 高田弘
4. もしかしたら（2分28秒）
  - 作詞: 千家和也、作曲: 筒美京平、編曲: 高田弘
5. 女の子なんだもん（2分46秒）
  - 作詞: 千家和也、作曲・編曲: 筒美京平
6. 見果てぬ夢（3分9秒）
  - 作詞: 千家和也、作曲・編曲: 筒美京平
7. 森を駈ける恋人たち（2分49秒）
  - 作詞: 山上路夫、作曲・編曲: 筒美京平
8. そよ風のテラス（3分17秒）
  - 作詞: 山上路夫、作曲・編曲: 高田弘
9. わたしの彼は左きき（3分5秒）
  - 作詞: 千家和也、作曲・編曲: 筒美京平
10. ひとりの私（2分41秒）
  - 作詞: 千家和也、作曲: 筒美京平、編曲: 高田弘
11. アルプスの少女（3分22秒）
  - 作詞: 千家和也、作曲・編曲: 筒美京平
12. ヘイ・ミスター（2分53秒）
  - 作詞: 千家和也、作曲: 筒美京平、編曲: 高田弘
13. ときめき（2分55秒）
  - 作詞: 千家和也、作曲・編曲: 筒美京平
14. グッド・バイ（3分14秒）
  - 作詞: 千家和也、作曲: 筒美京平、編曲: 穂口雄右
15. 白い部屋（2分51秒）
  - 作詞: 千家和也、作曲・編曲: 筒美京平
16. ウェディング・ドレス（3分6秒）
  - 作詞: 千家和也、作曲: 筒美京平、編曲: 高田弘
17. 悲しみのシーズン（3分18秒）
  - 作詞: 千家和也、作曲: 筒美京平、編曲: あかのたちお
18. ひまわりの花（3分13秒）
  - 作詞: 千家和也、作曲・編曲: 筒美京平
19. 雪の中の二人（3分53秒）
  - 作詞: 千家和也、作曲・編曲: 馬飼野康二
20. 恋にゆれて（3分9秒）
  - 作詞: 橋本淳、作曲・編曲: 馬飼野康二

### Disc.2
1. 水色のページ（3分10秒）
  - 作詞: 山上路夫、作曲: 浜圭介、編曲: 馬飼野俊一
2. 風邪をひいた彼（3分8秒）
  - 作詞: 山上路夫、作曲: 浜圭介、編曲: 馬飼野俊一
3. 恋のあやとり（3分6秒）
  - 作詞: 岡田冨美子、作曲: 浜圭介、編曲: 竜崎孝路
4. すみれの便箋（3分11秒）
  - 作詞: 岡田冨美子、作曲: 浜圭介、編曲: 馬飼野俊一
5. 美しく燃えながら（3分12秒）
  - 作詞: さいとう大三、作曲・編曲: 馬飼野俊一
6. 夏の終りに来た手紙（2分50秒）
  - 作詞: さいとう大三、作曲・編曲: 馬飼野俊一
7. 白い微笑（3分1秒）
  - 作詞: さいとう大三、作曲・編曲: 馬飼野俊一
8. 青いコーヒー・カップ（2分59秒）
  - 作詞: さいとう大三、作曲・編曲: 馬飼野俊一
9. 卒業（3分1秒）
  - 作詞: 山川啓介、作曲: 井上忠夫、編曲: 馬飼野俊一
10. 20才（3分23秒）
  - 作詞: 山川啓介、作曲: 井上忠夫、編曲: 乾祐樹
11. 夏八景（3分34秒）
  - 作詞: 阿久悠、作曲・編曲: 筒美京平
12. 黄昏のテラス（3分7秒）
  - 作詞: 阿久悠、作曲: 筒美京平、編曲: 筒美京平・萩田光雄
13. 夜霧の出来事（3分27秒）
  - 作詞: 吉田健美、作曲: 響わたる、編曲: あかのたちお
14. 風暦（3分29秒）
  - 作詞: 吉田健美、作曲: 杉本真人、編曲: 川上了
15. 銀世界（3分37秒）
  - 作詞: 橋本淳、作曲: 都倉俊一、編曲: 馬飼野康二
16. 映画のあとで（3分28秒）
  - 作詞: 橋本淳、作曲: 都倉俊一、編曲: 馬飼野康二
17. ねえ（3分39秒）
  - 作詞: 喜多条忠、作曲・編曲: 川口真
18. 原宿グラフィティ （2分59秒）
  - 作詞: 喜多条忠、作曲・編曲: 川口真